# Hồng Giang, Đông Hưng
Hồng Giang là một xã thuộc huyện Đông Hưng, tỉnh Thái Bình, Việt Nam.

## Diện tích và dân số
Xã Hồng Giang có diện tích 4,61 km². Theo Tổng điều tra dân số năm 1999, xã Hồng Giang có số dân 5.011 người.

## Địa giới hành chính
Xã Hồng Giang nằm ở phía tây nam của huyện Đông Hưng.
- Phía đông giáp xã Liên Hoa
- Phía nam giáp huyện Vũ Thư (ranh giới tự nhiên là sông Trà Lý)
- Phía tây giáp xã Hồng Bạch, huyện Đông Hưng
- Phía bắc giáp các xã Hồng Bạch và Liên Hoa.

## Phân chia
Xã Hồng Giang trước đây gọi là làng Rèm. Hiện nay gồm các thôn:
- Tây Trí (phía tây), gồm xóm 1 và 2 (trước đây là Tây Làng và Trí Thiện)
- Long Tiên (phía tây bắc) (xóm 3)
- Đông Đô (phía bắc và đông bắc) (xóm 4)
- Nam An (phía đông- trung tâm xã) (xóm 5 và xóm 6)
- Đông Thành (trung tâm) (xóm 7)
- Vạn Lập (phía nam) (xóm 8 và xóm 9)
- Tân Tiến (phía đông nam) (xóm 10 và xóm 11).

## Kinh tế
Hồng Giang có vị trí địa lý rất thuận lợi cho việc phát triển nền kinh tế làng xã. Với gần 2 km đường thủy của sông Trà Lý, Hồng Giang là nơi tập kết một lượng lớn than, đá, cát,... mỗi năm, là đầu mối quan trọng cung cấp nguyên vật liệu cho các xã và trong khu vực.

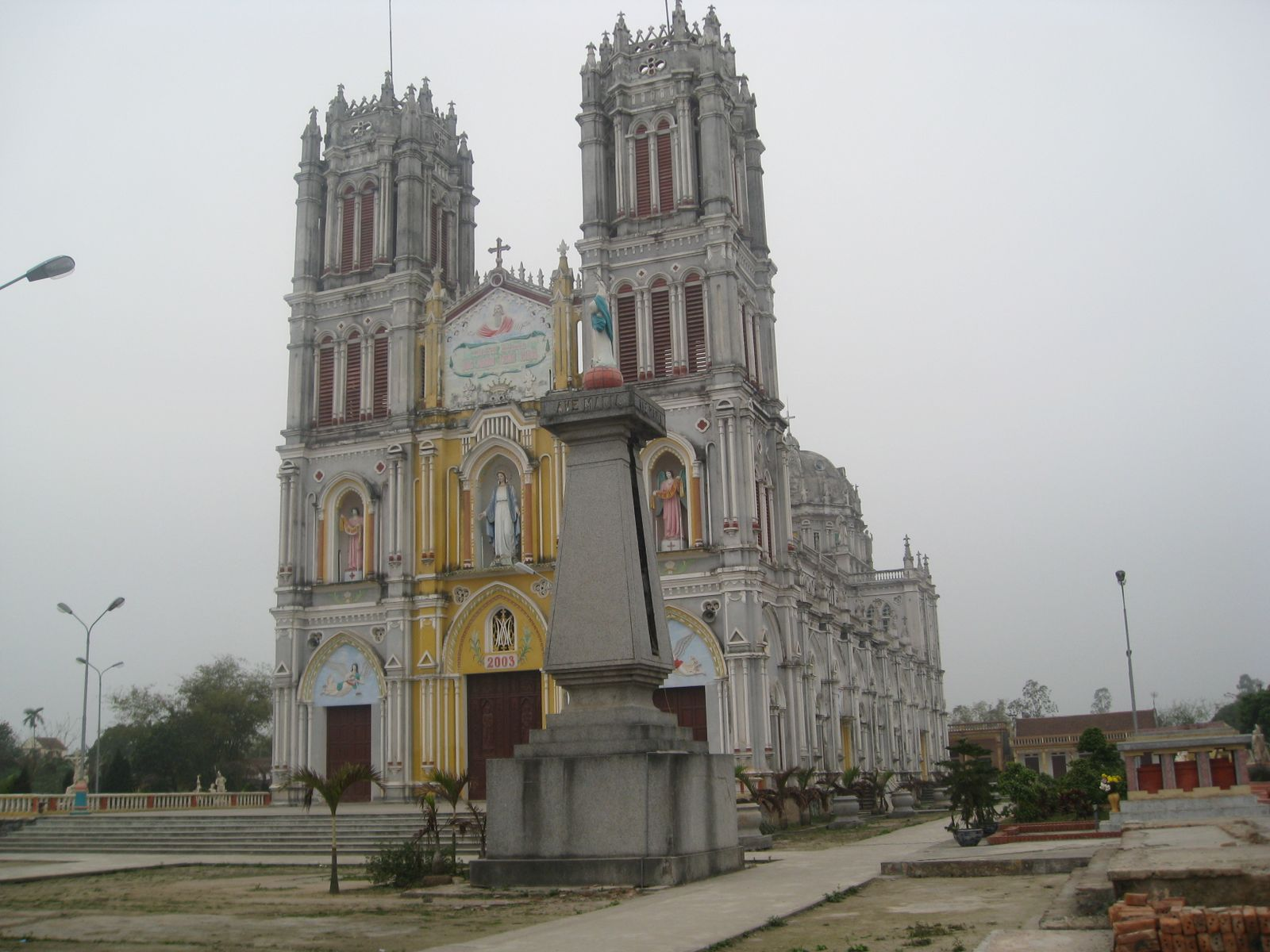
Thánh đường giáo xứ An Lập

## Tôn giáo
Với gần 60% dân số là người Công giáo, Hồng Giang là trung tâm tôn giáo lớn của huyện Đông Hưng.

## Di tích
- Thánh đường An Lập.
- Chùa Rèm.

## Danh nhân
Đức cố giám mục Trương Cao Đại, giám quản giáo phận Hải Phòng, người có công rất lớn trong việc chuyển đổi Kinh Thánh sang tiếng Việt).
- Nhà văn Thúy Sơn.